# Titouan Castryck
Titouan Castryck (Saint-Malo, 28 de agosto de 2004) é um canoísta francês.

## Carreira
Na juventude, depois de ter experimentado o handebol e diversas outras modalidades esportivas, Titouan Castryck começou a praticar canoagem como atividade de lazer, com os amigos, depois continuou nas competições aos 12 anos. Castryck é medalhista de bronze na equipe K1 no Campeonato Mundial de Slalom de 2022 em Augsburg 3, bem como no Campeonato Europeu de Canoagem Slalom de 2023, parte dos Jogos Europeus de 2023 em Cracóvia. Em maio de 2024, conquistou a medalha de bronze no Campeonato Europeu por Equipes de Canoagem-Caiaque Slalom.
Nos Jogos Olímpicos de Verão de 2024, em Paris, conquistou a medalha de prata na competição do slalom K-1 masculino.